# Caumont Churchyard
Caumont Churchyard is een begraafplaats gelegen in de Franse plaats Caumont (Pas-de-Calais). De militaire graven worden onderhouden door de Commonwealth War Graves Commission.
De begraafplaats telt 8 geïdentificeerde Gemenebest graven, waarvan een uit de Eerste Wereldoorlog en 7 uit de Tweede Wereldoorlog.